# Alaqua Cox
Alaqua Cox (Reserva Indígena Menominee, Wisconsin, 13 de fevereiro de 1997) é uma atriz nativo-americana. Ela ficou conhecida por interpretar a personagem Maya Lopez/Echo no Universo Cinematográfico Marvel, aparecendo na minissérie Hawkeye (2021) e, posteriormente, protagonizando a minissérie Echo (2024).

## Infância e educação
Cox tem como local de origem a Reserva Indígena Menominee em Keshena, Wisconsin e é da nação Menominee e Moicano. Ela nasceu surda. Ela é filha de Elena Heath e Bill Cox e tem dois irmãos: Jordy e Katie. Frequentou a Escola para Surdos de Wisconsin e jogou no time de basquete feminino de 2014 a 2015, além de participar do time de vôlei.
Cox também é uma amputada com uma perna protética.

## Carreira
Ela foi escalada para Hawkeye em 3 de dezembro de 2020, trabalho que marca seu primeiro papel de atriz. O anúncio de sua escalação  como Echo, seu elenco foi seguido de uma resposta bastante positiva dos usuários do Twitter, que a viram como um modelo na comunidade surda, com o ativista surdo Nyle DiMarco dando seu apoio.
Em junho de 2021, o co-criador da Echo David W. Mack expressou gratidão por Cox como representante da juventude surda e indígena, comentando: "Eu lecionei na Escola para Surdos na África, Ásia [e] Europa, em meu trabalho para o Departamento de Estado dos EUA, [e] os alunos amam a Echo [e] ficarão felizes com isso ", referindo-se às notícias do início da produção da série Echo.
Em janeiro de 2024, Alaqua Cox estreou como protagonista da minissérie Echo, um spin-off da série Hawkeye. Na trama, ela reprisa o papel de Maya Lopez, que retorna à sua cidade natal, onde precisa confrontar seu passado, reconectar-se com suas raízes nativas americanas e fortalecer laços com sua família e comunidade. A produção conta ainda com os atores Vincent D'Onofrio e Charlie Cox, reprisando seus papéis da série Daredevil como Rei do Crime e Demolidor, respectivamente.

## Filmografia

### Televisão
| Ano  | Título  | Papel             | Notas                    |
| ---- | ------- | ----------------- | ------------------------ |
| 2021 | Hawkeye | Maya Lopez / Echo | 5 Episódios              |
| 2024 | Echo    | Maya Lopez / Echo | Protagonista 5 Episódios |